# Tomopleura reciproca
Tomopleura reciproca é uma espécie de gastrópode do gênero Tomopleura, pertencente a família Borsoniidae.